# Nouvelle école de Boulogne
La Nouvelle École de Boulogne est une école expérimentale créée  en France en 1947 par le ministère de l'Éducation nationale et confiée aux CEMEA.
Elle fut dirigée par Blanche Harvaux et Marie-Aimée Niox-Chateau.
En octobre 1956, un changement du statut administratif des personnels mit fin à l'expérience.

## Principes
En France, de 1947 à 1956, le ministère de l'Éducation nationale a autorisé les centres d'entraînement aux méthodes d'éducation active (Ceméa) à expérimenter les méthodes d'éducation nouvelle dans le cadre d'une école primaire de Boulogne-Billancourt. Les objectifs généraux de l'équipe pédagogique étaient :
- la confiance dans les ressources propres à chacun ;
- le respect des enfants ;
- la nécessité de favoriser l'expérience personnelle et le libre choix des activités dans un climat de libre expression ;
- l'importance du milieu de vie élaboré par l'école ;
- le sens global de l'éducation ;
- la constante référence à la réalité.

Hormis une limitation du nombre d'enfants à vingt-cinq élèves par classe, les conditions matérielles étaient globalement équivalentes à celles de n'importe quelle école de quartier. À la sortie de cette école, les élèves ont eu un parcours scolaire et un taux de réussite aux examens tout à fait normal, alors que l'équipe éducative a dû progressivement accueillir de plus en plus d'enfants en rupture avec l'école (sous l'amicale pression des travailleurs sociaux de la ville et à son corps défendant puisque l'objectif était de réaliser une expérimentation sur une population d'élève la plus « banalisée » possible).